# Plechtige ouverture voor symfonieorkest
De Plechtige ouverture voor symfonieorkest is een compositie van Wojciech Kilar.
De ouverture werd door Kilar opgedragen aan de stad Katowice, die destijds 145 jaar bestond. Bijna het gehele muzikale leven van Kilar had met die stad te maken. Hij woonde er, ontving er zijn opleiding, componeerde er en overleed er. Hij ontving vanuit de stad en haar omgeving talloze onderscheidingen, met als hoogtepunt de benoeming tot ereburger van de stad in 2006. De titel geeft de soort muziek weer, statig in het langzame tempo Andante maestoso. De muziek leunt tegen de minimal music aan, doordat Kilars stijl veel herhalingen van passages bevat. Kilar vond zelf de term "minimal music" niet juist; hij hield het op maximale muziek.
Mirosław Jacek Błaszczyk en het Philharmonisch Orkest van Silezië gaven de première van dit werk op 12 september 2010 in Katowice. Het manuscript werd later opgenomen in het museum van Katowice.
Orkestratie:
- 3 dwarsfluiten, 3 hobo’s, 3 klarinetten, 3 fagotten
- 4 hoorns, 4 trompetten, 4 trombones, 1 tuba
- pauken, 2 man/vrouw percussie, piano
- violen (8 eerste, 7 tweede), 6 altviolen, 5celli, 4 contrabassen